# Kara Lily Hayworth
Kara Lily Hayworth (* 12. Februar 1988 in Buckinghamshire) ist eine britische Film- und Theaterschauspielerin, Musicaldarstellerin und Sängerin.

## Leben
Bereits mit fünf Jahren nahm Kara Lily Hayworth Tanzstunden. Im Alter von elf Jahren wurde die Jacky Palmer Agentur, die sich auf die Förderung von Talenten in der Unterhaltungsbranche spezialisiert hat, auf Hayworth aufmerksam.  Hayworth machte von 2007 bis 2010 ihren Bachelor of Arts an der The Central School of Speech and Drama in London. Sie startete ihre Karriere im Fernsehen mit einigen kleineren Auftritten bei Discovery Kid’s Channel. 2004 erhielt sie ihre erste größere Rolle in der Serie Noah & Saskia. Hayworth war Mitglied der Band Zyrah Rose, die 2016 durch das Erreichen des Halbfinales bei der TV-Show Britain’s Got Talent Berühmtheit erlangte. Im Jahr 2017 war sie in einer Episode der TNT-Fernsehserie Will zu sehen. Als Sängerin hatte sie einen Auftritt in der Royal Albert Hall. Außerdem sang sie die englische Nationalhymne im Wembley-Stadion.
Hayworth wirkte seit 2011 in verschiedenen Theater- und Musical-Produktionen mit. Im Juli 2017 wurde bekannt, dass sie die Hauptrolle in Cilla - The Musical erhalten hat, einer Musical-Adaption von Jeff Pope über das Leben von Cilla Black.

## Theater (Auswahl)
- 2013: Tiger Lily in Peter Pan am Princes Hall Theatre[4]
- 2013: Nurse in My Favourite Madman beim Edinburgh Festival Fringe
- 2013: Persephone in Persephone (A Love Story) am Rosemary Branch Theatre[5]
- 2012: Paris Goldenboy in Stand and Deliver am King’s Head Theatre[6]
- 2012: Edwin Drood in The Mystery of Edwin Drood am Arts Theatre[7]

## Filmografie
- 2004: Noah & Saskia (Fernsehserie, Episodenrolle)
- 2011: Where the Boats Decay (Kurzfilm)
- 2013: Bad Day at the Office (Kurzfilm)
- 2014: Maleficent – Die dunkle Fee (Stand-In-Double für Elle Fanning)
- 2015: Bohemian Like You (Kurzfilm)
- 2015: Jupiter Ascending
- 2016: The Problemless Anonymous (Kurzfilm)
- 2016: The Huntsman & The Ice Queen
- 2017: Will (Fernsehserie, Episodenrolle)[8]